# Oxymacaria hypomochla
Oxymacaria hypomochla là một loài bướm đêm trong họ Geometridae.